# Olympische Jugend-Sommerspiele 2010/Teilnehmer (Bhutan)
| Gelbes Symbol für Goldmedaillen mit stilisierten Olympischen Ringen | Graues Symbol für Silbermedaillen mit stilisierten Olympischen Ringen | Braundes Symbol für Bronzemedaillen mit stilisierten Olympischen Ringen |
| ------------------------------------------------------------------- | --------------------------------------------------------------------- | ----------------------------------------------------------------------- |
| —                                                                   | —                                                                     | —                                                                       |

Bhutan nahm an den I. Olympischen Jugend-Sommerspielen vom 14. bis 26. August 2010 in Singapur mit nur einer Athletin teil. Die Taekwondoin Chimi Wangmo, welche auch als Fahnenträgerin bei der Eröffnungsfeier fungierte, trat in der Klasse bis 49 Kilogramm an und unterlag im Viertelfinale der späteren Gewinnerin der Bronzemedaille, Jessie Bates aus den USA.

## Athleten nach Sportarten

### Taekwondo
Mädchen
- Chimi Wangmo
Klasse bis 49 kg: 5. Platz